# اندره واسیلیف
اندره واسیلیف (روسی: Андрей Васильев؛ زادهٔ ۲۷ ژوئن ۱۹۶۲) قایقران روئینگ اهل اتحاد جماهیر شوروی سوسیالیستی است.